# Postnik Jakovlev
Postnik Jakovlev (in russo Постник Яковлев?; fl. XVI secolo) è stato un architetto russo, famoso per la realizzazione della cattedrale di San Basilio nella piazza Rossa a Mosca, costruita tra il 1555 e il 1560.

## Biografia

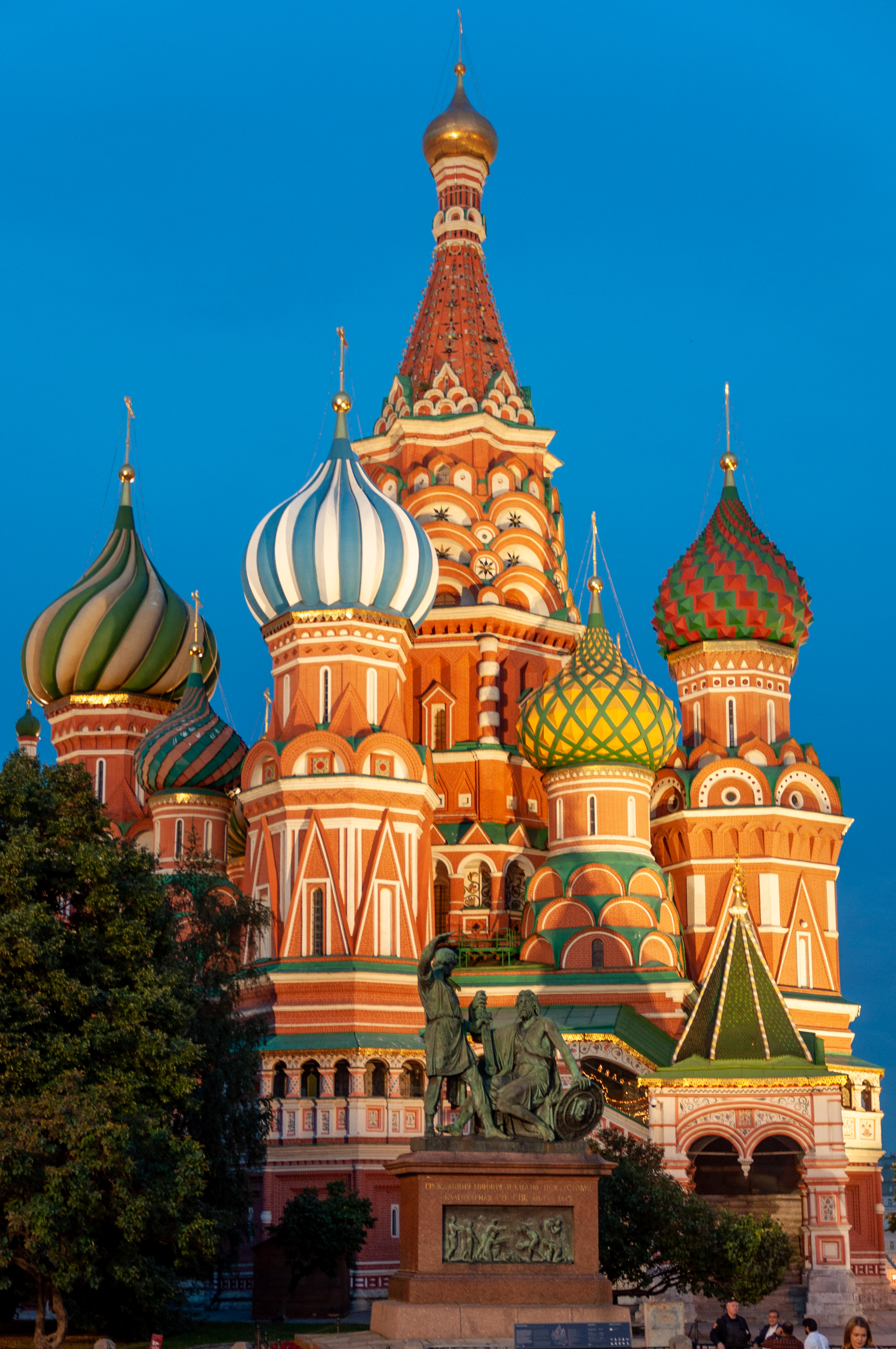
Cattedrale di San Basilio

Postnik Jakovlev (Постник Яковлев in russo) è famoso soprattutto come uno degli architetti e costruttori della cattedrale di San Basilio sulla piazza Rossa a Mosca (1555-1560). Originario di Pskov, si pensa che fosse soprannominato "Barma" (Барма) ("il borbottante"), anche se potrebbe essere che il suo nome completo fosse Ivan Jakovlevich Barma; (postnik significa "più veloce", termine usato per diverse figure religiose, tra cui il patriarca Giovanni IV di Costantinopoli); Barma potrebbe anche essere l'assistente di Jakovlev. 
Secondo la leggenda, Ivan il Terribile accecò Jakovlev in modo che non potesse mai più costruire nulla di così bello. Tuttavia questo è probabilmente un mito poiché Jakovlev, in collaborazione con un altro maestro, Ivan ShirIai, progettò le mura del Cremlino di Kazan' e la cattedrale dell'Annunciazione sempre a Kazan' nel 1561 e nel 1562, subito dopo il completamento di San Basilio. Progettò, quattro anni dopo la morte di Ivan, nel 1588 anche la cappella nord-est di San Basilio (dove è sepolto il santo stesso). Secondo diversi storici, Jakovlev progettò anche chiese a Starica, Murom, Svijažsk e forse Vladimir, sebbene altri sostengano che si trattasse di un altro architetto con un nome simile.